# Avundsåssjön
Avundsåssjön är en sjö i Torsby kommun i Värmland och ingår i Glommas huvudavrinningsområde. Sjön är 19,5 meter djup, har en yta på 1,11 kvadratkilometer och är belägen 447,9 meter över havet. Vid provfiske har abborre, gädda och lake fångats i sjön.

## Delavrinningsområde
Avundsåssjön ingår i det delavrinningsområde (674563-132272) som SMHI kallar för Utloppet av Avundsåssjön. Medelhöjden är 491 meter över havet och ytan är 17,96 kvadratkilometer. Räknas de 2 avrinningsområdena uppströms in blir den ackumulerade arean 33,81 kvadratkilometer. Medskogsån (Avundsåsån) som avvattnar avrinningsområdet har biflödesordning 2, vilket innebär att vattnet flödar genom totalt 2 vattendrag innan det når havet efter 41 kilometer. Avrinningsområdet består mestadels av skog (64 procent) och sankmarker (25 procent). Avrinningsområdet har 1,29 kvadratkilometer vattenytor vilket ger det en sjöprocent på 7,2 procent.